# Brzeźnica (Piccola Polonia)
Brzeźnica è un comune rurale polacco del distretto di Wadowice, nel voivodato della Piccola Polonia.
Ricopre una superficie di 66,3 km² e nel 2007 contava 9 621 abitanti.